# Raven's Home (2.ª temporada)
A  segunda temporada de Raven's Home estreou no dia 25 de junho de 2018 e terminou no dia 30 de novembro de 2018 com  21 episódios.

## Sinopse
Depois de tantos anos Raven Baxter e suas aventuras retornam, contudo em um novo contexto, mais amadurecida e mais atrapalhada do que nunca.
Nesse momento a protagonista e a sua melhor amiga Chelsea são mães solteiras e respectivamente divorciadas. Sendo assim, elas decidem criar seus filhos todos juntos em um apartamento em Chicago. A Raven é mãe dos gêmeos Booker e Nia, fruto do seu casamento frustrado com Devon Carter, sua paixão da adolescência. Já a Chelsea é mãe de Levi, no qual o pai Garrett foi preso devido a um gigantesco calote, a deixando sozinha.
A casa deles torna-se uma completa bagunça quando o Booker descobre que herdou as características psíquicas da mãe. Nota-se ao longo dos episódios que isso será o motivo de inúmeras confusões. Prepara-te para viver grandes e divertidas aventuras com a Raven, Booker e Nia, a vizinha Tess e para completar sua melhor amiga Chelsea e o filho Levi.
Na segunda temporada vem com a descoberta por parte da Raven e o Booker sobre o segredo que vinham escondendo um do outro. Além disso, a protagonista abre uma linha de roupas nomeada como Ravenous. Já na terceira temporada com mais aventura e diversão dessa turma, desta vez todos viajam para fora de Chicago e também reencontram Garrett pai de Levi.

## Elenco

### Principal
- Raven-Symoné - Raven Baxter
- Issac Ryan Brown - Booker Baxter
- Navia Robinson - Nia Baxter
- Jason Maybaum - Levi Grayson Daniels
- Sky Katz - Tess O'Malley
- Anneliese van der Pol - Chelsea Daniels

### Recorrente
- Dylan Martin Frankel - Mitch
- Jenna Davis - Sienna
- Laya DeLeon Hayes - Zeena
- Jason Rogel - Sebastian
- Donovan Whitfield - Curtis
- Nathan Blaiwes - The Guntz
- Faly Rakotohavana - Miles
- Kylie Cantrall - Jasmine
- Mia Sinclair Jenness - Leslie
- Liz Jenkins - Ms. Pittman
- Anthony Alabi - Treinador Spitz
- Gabrielle Sanalitro - Gloria

### Convidados Especiais
- Brian George-  Dr. Sleevemore
- Debbie Allen - Great Aunt Maureen
- Michelle Williams - Shinée DuBois
- Rondell Sheridan - Victor Baxter
- Karen Malina White - Loretta
- Alec Mapa-  Norman
- Mike Massimino - Jimmy O'Malley

## Episódios
| Temporada | Temporada | Episódios | Exibição original    | Exibição original      | Exibição em Portugal   | Exibição em Portugal | Exibição no Brasil    | Exibição no Brasil |
| Temporada | Temporada | Episódios | Estreia de temporada | Final de temporada     | Estreia de temporada   | Final de temporada   | Estreia de temporada  | Final de temporada |
| --------- | --------- | --------- | -------------------- | ---------------------- | ---------------------- | -------------------- | --------------------- | ------------------ |
|           | 2         | 21        | 25 de junho de 2018  | 30 de novembro de 2018 | 12 de novembro de 2018 | 2019                 | 2 de setembro de 2018 | 12 de maio de 2019 |

### 2ª Temporada (2018)
No dia 10 de outubro de 2017, a série foi renovada para uma segunda temporada.
| #  | #  | Titulo                                                                                         | Dirigido por          | Escrito por                       | Estreias                                                           | Código de produção | Audiência (em milhões) |
| -- | -- | ---------------------------------------------------------------------------------------------- | --------------------- | --------------------------------- | ------------------------------------------------------------------ | ------------------ | ---------------------- |
| 14 | 1  | "O Falcão e a Raven - Parte 1 (PT/BR)" "The Falcon and The Raven - Part One"                   | Robbie Countryman     | Michael Feldman Dava Savel        | 25 de junho de 2018 25 de fevereiro de 2019 9 de setembro de 2018  | 201                | 0.96                   |
| 15 | 2  | "O Falcão e a Raven - Parte 2 (PT/BR)" "The Falcon and The Raven - Part Two"                   | Robbie Countryman     | Dava Savel Michael Feldman        | 26 de junho de 2018 25 de fevereiro de 2019 9 de setembro de 2018  | 202                | 1.02                   |
| 16 | 3  | "Porque (PT/BR)" "Because"                                                                     | Lynn McCracken        | Norm Gunzenhauser                 | 27 de junho de 2018 26 de fevereiro de 2019 16 de setembro de 2018 | 203                | 0.98                   |
| 17 | 4  | "Razão Para Isto (PT) Cooperação Sensitiva (BR)" "Cop To It"                                   | Eric Dean Seaton      | Paul Ciancarelli David DiPietro   | 28 de junho de 2018 27 de fevereiro de 2019 16 de setembro de 2018 | 204                | 1.00                   |
| 18 | 5  | "Coisas Estranhas (PT) Coisas Mais Estranhas (BR)" "Weirder Things"                            | Eric Dean Seaton      | Antonia March Jacqueline McKinley | 3 de julho de 2018 28 de fevereiro de 2019 16 de setembro de 2018  | 205                | 0.90                   |
| 19 | 6  | "Passos em Falso (PT) As Apimentadas (BR)" "The Missteps"                                      | Lynn McCracken        | Douglas Danger Lieblein           | 6 de julho de 2018 11 de março de 2019 30 de setembro de 2018      | 206                | 0.92                   |
| 20 | 7  | "Tudo Costurado (PT/BR)" "All Sewn Up"                                                         | Leonard B. Garner Jr. | Gigi McCreery Perry Rein          | 10 de julho de 2018 12 de março de 2019 6 de outubro de 2018       | 207                | 0.75                   |
| 21 | 8  | "Pai, Onde Estás Tu? (PT) Pai Onde Você Está? (BR)" "Oh Father, Where Art Thou?"               | Leonard B. Garner Jr. | Dava Savel                        | 13 de julho de 2018 13 de março de 2019 13 de outubro de 2018      | 208                | 0.80                   |
| 22 | 9  | "O Problema com o Levi (PT/BR)" "The Trouble with Levi"                                        | Jody Margolin Hahn    | Douglas Danger Lieblein           | 17 de julho de 2018 14 de março de 2019 20 de outubro de 2018      | 210                | 0.75                   |
| 23 | 10 | "Cabeça Sobre Rodas (PT)" "Head Over Wheels"                                                   | Trevor Kirshner       | Anthony C. Hill                   | 27 de julho de 2018 25 de março de 2019 10 de março de 2019        | 214                | 0.76                   |
| 24 | 11 | "A Mãe Mais Interessante no Mundo (PT)" "The Most Interesting Mom in the World"                | Trevor Kirshner       | Douglas Danger Lieblein           | 31 de julho de 2018 26 de março de 2019 17 de março de 2019        | 215                | 0.74                   |
| 25 | 12 | "Sleevemore Parte Um: Congelado (PT)" "Sleevemore Part One: Frozen"                            | Jody Margolin Hahn    | Jacqueline McKinley Antonia March | 21 de setembro de 2018 27 de março de 2019 24 de março de 2019     | 211                | 0.82                   |
| 26 | 13 | "Sleevemore Parte Dois: Encontrar (PT)" "Sleevemore Part Two: Found"                           | Eileen Conn           | Norm Gunzenhauser                 | 28 de setembro de 2018 27 de março de 2019 24 de março de 2019     | 212                | 1.00                   |
| 27 | 14 | "Sleevemore Parte Três: Futuro (PT)" "Sleevemore Part Three: Future"                           | Eileen Conn           | David DiPietro Paul Ciancarelli   | 5 de outubro de 2018 27 de março de 2019 24 de março de 2019       | 213                | 0.74                   |
| 28 | 15 | "A Raven Voltou: Remix (PT) A Casa da Raven: Remix (BR)" "Raven's Home: Remix"                 | Paul Hoen             | Anthony C. Hill                   | 12 de outubro de 2018 28 de março de 2019                          | 209                | 0.72                   |
| 29 | 16 | "Doce ou Travessura (PT)" "Switch or Treat"                                                    | Leonard R. Garner Jr. | Octavia Bray                      | 19 de outubro de 2018                                              | 220                | 0.71                   |
| 30 | 17 | "Apenas Chama-me Vic (PT)" "Just Call Me Vic"                                                  | Lynda Tarryk          | Adrienne Carter                   | 26 de outubro de 2018 8 de abril de 2019                           | 217                | 0.78                   |
| 31 | 18 | "Novo Cão, Velho Truque (PT)" "New Dog, Old Trick"                                             | Leonard R. Garner Jr. | LaTonya Croff                     | 2 de novembro de 2018 9 de abril de 2019                           | 218                | 0.69                   |
| 32 | 19 | "É a Tua Festa e Irei Te Espiar Se Eu Quiser (PT)" "It's Your Party and I'll Spy If I Want To" | Leonard R. Garner Jr. | Angeline Olschewski               | 9 de novembro de 2018 10 de abril de 2019                          | 219                | 0.85                   |
| 33 | 20 | "Vencedores e Perdedores (PT)" "Winners and Losers"                                            | Ron Moseley           | Michael Feldman                   | 16 de novembro de 2018 11 de abril de 2019                         | 216                | 0.81                   |
| 34 | 21 | "Mantem no Real (PT)" "Keepin' It Real"                                                        | Leonard R. Garner Jr. | Paul Ciancarelli David DiPietro   | 30 de novembro de 2018 12 de abril de 2019                         | 221                | 0.75                   |

## Elenco e Dobragem/Dublagem

### Créditos de Dobragem
| Ator/Atriz            | Personagem           | Dobragem         | Dublagem            |
| Principais            | Principais           | Principais       | Principais          |
| --------------------- | -------------------- | ---------------- | ------------------- |
| Raven-Symoné          | Raven Baxter         | Helena Montez    | Mariana Torres      |
| Issac Ryan Brown      | Booker Baxter Carter | Érica Rodrigues  | Rafael Mezadri      |
| Navia Robinson        | Nia Baxter Carter    | Bárbara Lourenço | Gigi Patta          |
| Jason Maybaum         | Levi Daniels Grayson | Marta Mota       | Enzo Dannemann      |
| Sky Katz              | Tess                 | Inês Pereira     | Anna Giulia Chantre |
| Anneliese van der Pol | Chelsea Daniels      | Leonor Biscaia   | Flávia Saddy        |
| Recorrentes           |                      |                  |                     |
| Jonathan McDaniel     | Devon Carter         | Pedro Leitão     | José Leonardo       |

| Créditos da Dobragem | Portugal                              |
| -------------------- | ------------------------------------- |
| Canção de Abertura   | It's Raven's Home por Elenco original |
| Tradução de Diálogos | Rafael Silva                          |
| Direção de Dobragem  | Rui de Sá                             |
| Estúdios             | SDI Media, S.A.                       |

### Créditos de Dublagem
| Créditos da Dublagem  | Brasil                                     |
| --------------------- | ------------------------------------------ |
| Tema de abertura      | It's Raven's Home por Elenco original      |
| Tradução dos Diálogos | Kiko Bertholini                            |
| Tradução Lírica       | Kiko Bertholini                            |
| Direção musical       | Nandu Valverde                             |
| Diretor Criativo      | Raúl Aldana                                |
| Direção de Dublagem   | Vagner Fagundes (SP) / Marisa Leal (RJ)    |
| Dublado nos Estúdios  | TV Group Digital (SP) / Visom Digital (RJ) |